# 安全数据表

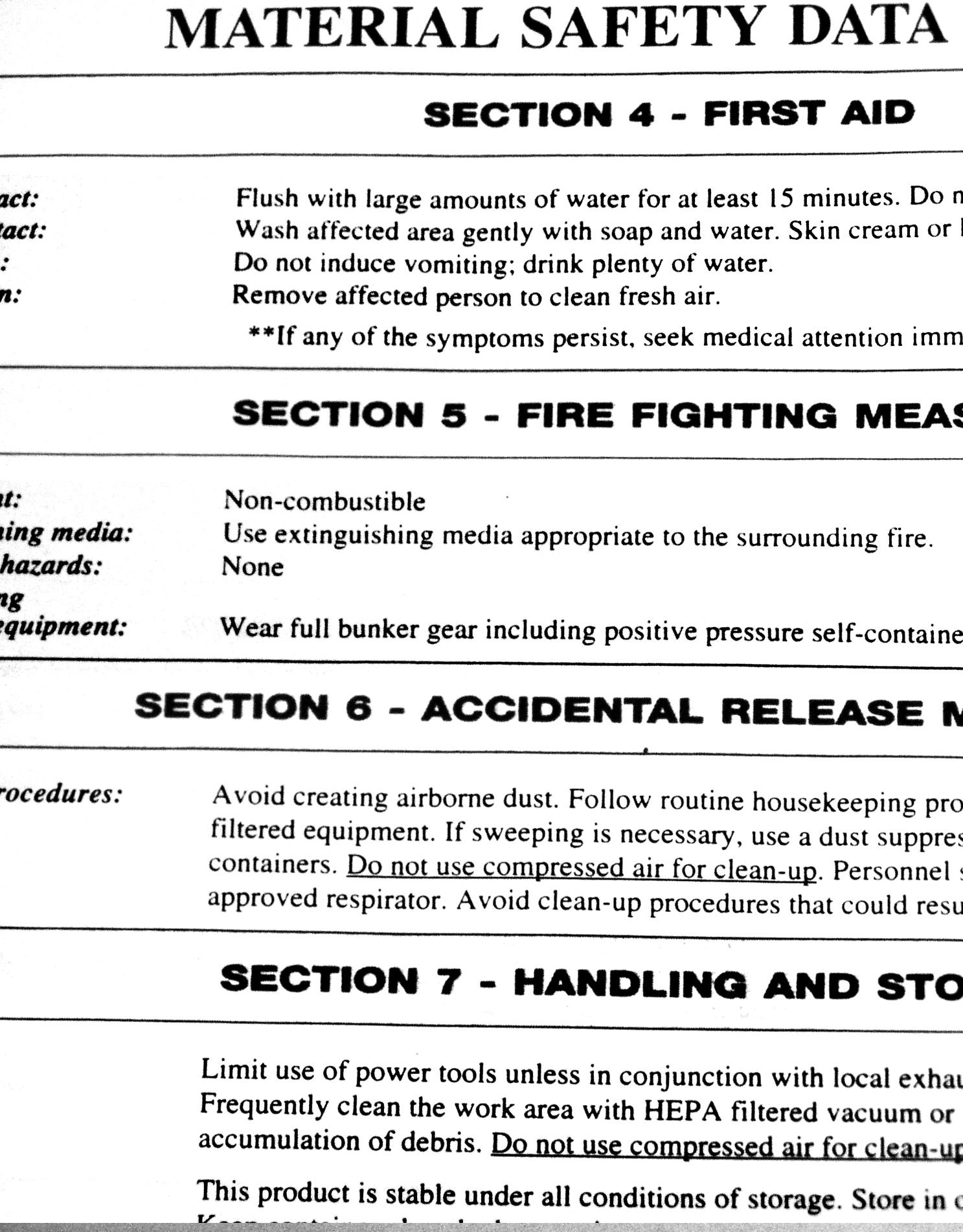
一份美国的化学品安全说明书，给出了关于有害物质的相关資訊、属性和处理指导。

化學品安全技術說明書（英語：Safety data sheet）是一份化學產品的成份與緊急處理的專業文件。
产品管理與工作场所的安全，關係到使用者的性命，因此製造商或供應商在提供化學物品之前，必須備妥一份给工人和救护人员的緊急參考資料。包含該化學物品的物理和化学特性，例如熔点、沸点、闪点、毒性、对健康的短期及長期影响、急救、反应、储存、处置、防护设备、泄漏处理、燃爆性能。这份資料表一共區分為16項。
是一个在化工领域被广泛使用的用来描述化学试剂和化学混合物的系统编录。包含安全使用化学品的指引、潜在的可能由化学品引发的威胁，並且必須在使用化学品的場所裡容易找到。
製造商将該化学物品的理化属性、潜在威胁、环境污染等明白标识在圖形上。圖形或顏色可以包含危险品标志上（比如欧盟所规定的，一个画在橙色背景上的黑色的叉，表示著一个有毒害的物质）。
的實際使用者是经常与这类危险品接触的工人，以及負責緊急處置的醫師或護理師。
必須列出该化学品对环境的风险和危害。如在中華民國〈危害性化學品標示及通識規則〉第十二條中便要求「雇主對含有危害性化學品或符合附表三規定之每一化學品，應依附表四提供勞工安全資料表。」其中所提及附件四包含「十二、生態資料」。
对于不同厂商生产的和不同供货商提供的同类化学品，有些許不同。使用同一种商品名的不同商品的危害程度，也可能略微不同。
许多公司提供收集、撰写和校正的服务，以确保數據和潛在風險的說明是最新的資料。而在有些国家，定期更新则被定义为厂商应尽的义务。

## 包含內容與編寫規範
世界各地區對於SDS的編寫要求略有不同，因此在編寫SDS時需要參考當地的現行法規。但爲便於交流與閱讀，各地區均要求SDS按照下面16部分提供化学品的資訊。
1. 物品與廠商資料 
- 化學品名稱
- 其他名稱
- 建議用途及限制使用
- 製造者、輸入者或供應者之名稱、地址、電話
- 緊急連絡電話/傳真電話

2. 危害辨識資料 
- 化學品危害分類
- 標示內容(圖式符號文字說明)
- GHS危害圖示(如火焰或骷顱頭等圖式)
- 警示語
- 危害警告訊息
- 危害防範措施
- 其他危害(如粉塵爆炸等，或是不在GHS規範內的)

3. 成分辨識資料 
- 化學性質(純物質或混合物)
- 危害成份內容(中文名稱、同義名稱、化學文摘社登記號碼 CAS No.、危害成份之成分百分比)

4. 急救措施 
- 不同途徑舖路途徑之急救方法
- 最重要症狀及危害效應
- 對急救人員之防護
- 對醫師之提示

5. 滅火措施 
- 適用滅火劑
- 滅火時可能遭遇之特殊危害
- 特殊滅火程序
- 消防人員之特殊防護設備

6. 洩漏處理方法 
- 個人應注意事項
- 環境注意事項
- 清理方法

7. 安全處置與儲存方法 
- 安全處置注意事項
- 安全儲存注意事項

8. 暴露預防措施 
- 工程控制(工程方法控制暴露狀況)
- 控制參數(TWA 八小時日時量平均容許濃度、STEL 短時間時量平均容許濃度、CEILING 最高容許濃度、BEIs 生物指標)
- 個人防護設備(呼吸防護、手部防護、眼睛防護、皮膚及身體防護、環境暴露控制)
- 衛生措施

9. 物理和化學性質 
- 外觀(物質狀態、顏色等)
- 氣味
- 嗅覺閾值
- pH值
- 熔點
- 液燃性(固體、氣體)
- 閃火點及測試方法
- 分解溫度
- 自燃溫度
- 爆炸界限(爆炸上限、爆炸下限)
- 蒸氣壓
- 蒸氣密度
- 密度
- 溶解度
- 辛醇/水分配係數(log Kow)
- 揮發速率

10. 安定性與反應性 
- 反應性
- 安定性
- 特殊狀況下可能之危害反應
- 應避免之狀況(如靜電放電、撞擊、搖晃)
- 應避免之物質
- 危害分解物

11. 毒性資料 
- 曝入途徑(如吸入、食入、皮膚與眼睛接觸)
- 症狀(如物理性、化學的毒物學的特性)
- 急毒性
- 慢毒性或長期毒性

12. 生態資料 
- 生態毒性
- 持久性及降解性
- 生物蓄積性
- 土壤中之流動性
- PBT(持久性、生物累積性和毒性物質)及vPvB(具有高持久性及高生物累積性之物質)評估
- 其他不良效應

13. 廢棄處置方法 
- 廢物的描述和資訊，及其安全處理和處置方法，包括所有污染包裝的處理

14. 運送資料 
- 聯合國編號(UN No.)
- 聯合國運輸名稱
- 運輸危害分類
- 包裝類別
- 是否為海洋汙染物
- 特殊運送方法及注意事項

15. 法規資料 
- 作業法規制定
- 適用法規(所有有關之安全、建康及環境法規)

16. 其他資料 
參考文獻、製表資訊(製表單位、製表人、製表日期)及備註
中国在2009年2月1日实施之最新国家推荐标准《化学品安全技术说明书_内容和项目顺序》 內，將改称为，中文名为“化学品安全技术说明书”，台灣亦於2016年1月1日公告工作場所化學物質之分類及標示全面採行「GHS」制度後，用取代。